# Bill Curry
(en) Statistiques sur pro-football-reference
William Alexander Curry, dit Bill Curry, né le 21 octobre 1942 à College Park dans l'État de Géorgie, est un joueur et entraîneur américain de football américain. Président de la NFLPA, syndicat des joueurs de la NFL, de 1973 à 1975, il a également remporté deux Super Bowl comme joueur avant de devenir entraîneur.

## Enfance et Université
Natif de College Park, Curry fait ses études à la Georgia Institute of Technology et intègre l'équipe de football américain des Yellow Jackets. Il est le centre de cette section de 1962 à 1964 et est entraîné par Bobby Dodd. 

## Carrière

### Joueur professionnel
Sélectionné à la draft de la NFL de 1964 au vingtième tour par les Packers de Green Bay, il rejoint la franchise et remporte le premier Super Bowl lors de sa deuxième saison à Green Bay lors d'un championnat qui le voit décrocher le poste de centre titulaire. Toutefois, il n'entre plus dans les plans de Vince Lombardi, préférant Ken Bowman, et est laissé libre. Les Saints de La Nouvelle-Orléans le sélectionne lors de la draft supplementaire de 1967 mais il n'a pas l'occasion de jouer pour la nouvelle équipe de la NFL, étant échangé aux Colts de Baltimore sur demande de Don Shula. 
Après une première saison comme remplaçant, il s'impose dans la ligne offensive et devient le centre titulaire en 1968, remportant le Super Bowl V avec les Colts. Curry devient l'un des meilleurs joueurs de ligne avec deux sélections au Pro Bowl au début des années 70 avant d'être poussé vers la sortie par Baltimore à l'issue de la saison 1972. Il s'engage avec les Oilers de Houston en 1973 puis fait une saison avec les Rams de Los Angeles avant de voir sa carrière prendre fin à la suite d'une blessure à la jambe après un contact avec Merlin Olsen. De 1973 à 1975, il est le président de la NFLPA, organe syndical représentant l'ensemble des joueurs de la NFL.

### Entraîneur
Après la fin de sa carrière de joueur, Bill Curry se dirige vers le poste d'entraîneur et fait d'abord une saison dans le staff de Pepper Rodgers au sein des Yellow Jackets avant de devenir entraîneur de la ligne offensive des Packers de Green Bay de Bart Starr, entre 1977 et 1979. Il revient à Georgia Tech en 1980 et prend le poste d'entraîneur. Après deux premières saisons très difficiles, il réalise sa première saison positive en 1982 avec un 6-5. Malgré un championnat moyen l'année suivante, il conserve son rôle et remporte le Hall of Fame Classic 1985, ou All-American Bowl, face aux Spartans de Michigan State 17-14. 
En 1987, Bill Curry rejoint l'université de l'Alabama pour entraîner le Crimson Tide. Après une défaite au Hall of Fame Bowl 1987 contre les Wolverines du Michigan, il remporte avec son équipe le Sun Bowl d'un petit point face aux Cadets de l'Army après une belle saison s'achevant avec un score de 9-3. En 1989, Curry réalise sa meilleure saison comme entraîneur, postant un 10-2 avec l'Alabama et classant le Crimson Tide au septième rang du classement national des entraîneurs et à la neuvième place pour l'Associated Press. Néanmoins, son dernier match se solde par une défaite contre les Hurricanes de Miami au Sugar Bowl. Il se console avec le titre de champion de la SEC et le Bobby Dodd Coach of the Year Award. 
Après des négociations difficiles pour la prolongation de son contrat, Bill Curry quitte l'Alabama et rejoint l'université du Kentucky. Cependant, les résultats ne suivent pas mais les Wildcats réalisent une bonne saison 1993 avec un 6-6 et une participation au Peach Bowl se soldant par une défaite 14-13. Néanmoins, le Kentucky enchaîne les contre-performances, notamment un 1-10 en 1994. Il est libéré après la saison 1996 et remplacé par Hal Mumme. Curry rejoint ensuite ESPN, faisant partie de l'équipe des spécialistes commentant le football universitaire, et doit attendre 2008 pour faire son grand retour à un poste d'entraîneur, prenant en main la toute première équipe de football américain des Panthers de Georgia State. Le programme fait ses débuts en 2010 avec un score encourageant de 6-5 avant de faire deux mauvaises saisons (3-8 et 1-10) entraînant le limogeage de Curry. 